# ザ・シングルス
『ザ・シングルス』は、2012年8月8日に森高千里が発表した全シングル曲を完全網羅したコンプリート・ベストアルバム。なお、パッケージやCDレーベルデザインなどには「The Singles」と表記されている。

## 概要
アルバムリリースとしては、2004年の『MY FAVORITES』以来8年ぶりとなる。
この年デビュー25周年を記念して、1987年リリースの1stシングル『NEW SEASON』から1999年リリースの30thシングル『一度遊びに来てよ '99』までに発表されたシングルを完全網羅。レーベルの垣根を越えた自身初となる、3枚組のシングル・コレクション。
全曲に2012年最新デジタル・リマスター音源（24bit）が施されており、音質が向上している。
初回生産限定分のみ、「豪華48ページ別冊フォトブックレット」、「三方背スリップケース付スペシャル･パッケージ」、3ディスク共に「スーパー・ピクチャー･レーベル」が仕様となっている。

## 収録曲

### DISC-1 (1987 〜 1991)
1. NEW SEASON
作詞：HIRO、作曲・編曲：斉藤英夫、Keyboard solo：森高千里
2. オーバーヒート・ナイト
作詞：伊秩弘将、作曲・編曲：斉藤英夫
3. GET SMILE
作詞：伊秩弘将、作曲・編曲：島健、コーラスアレンジ：斉藤英夫
4. ザ・ミーハー (スペシャル・ミーハー・ミックス) 　
作詞：森高千里、作曲・編曲：斉藤英夫
5. ALONE
作詞：森高千里、作曲・編曲：安田信二
6. ザ・ストレス -ストレス 中近東バージョン-
作詞：森高千里、作曲・編曲：斉藤英夫
7. 17才
作詞：有馬三恵子、作曲：筒美京平、編曲：斉藤英夫
8. だいて (ラスベガス・ヴァージョン)
作詞：森高千里、作曲・編曲：高橋諭一
9. 道
作詞：森高千里、作曲：安田信二、編曲：斉藤英夫
10. 青春
作詞：森高千里、作曲・編曲：斉藤英夫
11. 臭いものにはフタをしろ!!
作詞：森高千里、作曲・編曲：斉藤英夫
12. 雨
作詞：森高千里、作曲：松浦誠二、編曲：斉藤英夫
13. 勉強の歌
作詞：森高千里、作曲・編曲：斉藤英夫
14. この街 (HOME MIX)
作詞：森高千里、作曲・編曲：斉藤英夫
15. 八月の恋
作詞：森高千里、作曲：筒美京平、編曲：斉藤英夫

### DISC-2 (1991 〜 1995)
1. ファイト!!
作詞：森高千里、作曲・編曲：高橋諭一
2. コンサートの夜
作詞：森高千里、作曲・編曲：斉藤英夫
3. 私がオバさんになっても (シングル・ヴァージョン)
作詞：森高千里、作曲・編曲：斉藤英夫
4. 渡良瀬橋
作詞：森高千里、作曲・編曲：斉藤英夫
5. ライター志望
作詞：森高千里、作曲・編曲：斉藤英夫
6. 私の夏
作詞：森高千里、作曲・編曲：斉藤英夫
7. ハエ男 (シングル・ヴァージョン)
作詞・作曲：森高千里
8. Memories (シングル・ヴァージョン)
作詞：森高千里、作曲・編曲：斉藤英夫
9. 風に吹かれて
作詞：森高千里、作曲・編曲：斉藤英夫
10. ロックン・オムレツ
作詞：森高千里、作曲：伊秩弘将
11. 気分爽快
作詞：森高千里、作曲：黒沢健一、編曲：高橋諭一
12. 夏の日
作詞：森高千里、作曲・編曲：斉藤英夫
13. 素敵な誕生日
作詞：森高千里、作曲・編曲：高橋諭一
14. 私の大事な人 (シングル・ヴァージョン)
作詞・作曲：森高千里、編曲：前嶋康明
15. 二人は恋人
作詞：森高千里、作曲・編曲：斉藤英夫

### DISC-3 (1995 〜 1999)
1. 休みの午後
作詞：森高千里、作曲・編曲：斉藤英夫
2. ジン ジン ジングルベル
作詞・作曲：森高千里、編曲：高橋諭一
3. SO BLUE
作詞：森高千里、作曲：伊秩弘将、編曲：高橋諭一
4. ララ サンシャイン
作詞：森高千里、作曲：伊秩弘将、ストリングスアレンジ：高橋諭一
5. 銀色の夢
作詞：森高千里、作曲：伊秩弘将
6. Let's Go!
作詞：森高千里、作曲：伊秩弘将
7. SWEET CANDY
作詞：森高千里、作曲：高橋諭一
8. ミラクルライト
作詞：森高千里、作曲・編曲：細野晴臣
9. SNOW AGAIN
作詞：森高千里、作曲：高橋諭一
10. 電話
作詞：森高千里、作曲：高橋諭一
11. 海まで5分
作詞：森高千里、作曲：久保田利伸、編曲：前嶋康明
12. 冷たい月
作詞：森高千里、作曲・編曲：高橋諭一
13. 私のように
作詞：森高千里、作曲・編曲：河野伸
14. まひるの星
作詞：森高千里、作曲：スガシカオ、編曲：高橋諭一
15. 一度遊びに来てよ'99
作詞：森高千里、作曲：斉藤英夫、編曲：前嶋康明